# Ивано-Анновка (Запорожский район)
Ивано-Анновка (укр. Івано-Ганнівка) — посёлок,
Наталовский сельский совет,
Запорожский район,
Запорожская область,
Украина.
Код КОАТУУ — 2322186802. Население по переписи 2001 года составляло 96 человек.

## Географическое положение
Посёлок Ивано-Анновка находится на правом берегу реки Мокрая Московка,
выше по течению на расстоянии в 2 км расположен пгт Каменное (Вольнянский район),
ниже по течению на расстоянии в 6 км расположен город Запорожье,
на противоположном берегу — село Наталовка.
По посёлку протекает пересыхающий ручей с запрудой.

## История
- 1884 год — дата основания.

## Экономика
- Янцевский гранитный карьер.